# Catinathrips kainos
Catinathrips kainos är en insektsart som beskrevs av O'neill 1967. Catinathrips kainos ingår i släktet Catinathrips och familjen smaltripsar. Inga underarter finns listade i Catalogue of Life.